# William Goffman
William Bill Goffman (28. ledna 1924 Cleveland, Ohio – 29. února 2000 Bratenahl) byl americký výzkumník, profesor, děkan a emeritní profesor na Case Western Reserve University v Clevelandu, Ohio.
Byl průkopníkem matematické a informační vědy. Aplikoval koncept epidemiologického onemocnění na vytvoření modelu šíření vědomostí a tvorbu znalostních systémů. Proslul svým návrhem na výrazné zlepšení získávání informací nasazením vícehodnotové logiky, navrhování vhodných souborů, účinné a efektivní vyhledávací opatření a zjednodušené načítací postupy včetně vyhledávání založeného na citacích. Aplikoval Bradfordovo rozdělení na vytvoření efektivní kolekce vývoje a využití základní vědecké literatury. Vyvinul unikátní epidemiologický model a byl jedním z prvních, kteří se zabývali biomedicínskou informatikou v jejích počátcích.

## Život

### Původ
Bill Goffman se narodil v Clevelandu ve státě Ohio dne 28. ledna 1924. Byl čtvrtým ze čtyř dětí, druhým synem Sama a Mollie Goffmanových. Billův otec, Sam Goffman, se narodil v roce 1889 v Kišiněvě v tehdejším Ruském impériu, později se přestěhoval do Montrealu v Kanadě a pak v roce 1907 do Clevelandu v americkém státě Ohio, kde žil až do své smrti v roce 1975. Sam strávil většinu svého života v Clevelandu, kde pracoval jako kameník a jako dělník se zúčastnil mnoha stavebních projektů. Jeho práce v kamenictví a stavebnictví v něm vybudovala vztah k číslům a měření a motivovala ho ke studiu matematiky. Později povzbudil své děti, aby učinily totéž. Bill jednou poznamenal, že složitá povaha základních měření jeho otce a konstrukční (popř. stavební) problémy poskytovaly intuitivní základ pro témata jako jsou algebra, geometrie a teorie množin. Tento intuitivní základ předal hlavně svým dvěma synům Casperovi, který usiloval o kariéru teoretického matematika, a Billovi, který se věnoval aplikované matematice.
Billova matka Mollie (Stein) Goffmanová se narodila v Rajgródu v Polsku nedaleko hranic s Ruskem v roce 1895. V roce 1907 se přestěhovala do Baltimoru v Marylandu a poté do Clevelandu, kde po svatbě se Samem žila až do své smrti v roce 1976. Spolu měli Sam a Mollie Goffmanovi čtyři děti: Caspera, Ruth, Sarah a nejmladšího Billa.

### Vzdělání
Bill navštěvoval místní školy a absolvoval Glenview High School v roce 1943. Během druhé světové války vstoupil do americké armády, prošel letecký výcvik v Texasu a stal se důstojníkem a pilotem v US Army Air Corps. Létal bojové mise v Pacifiku a získal hodnost majora.
Po válce studoval na Michiganské univerzitě v Ann Arbor a v roce 1950 získal titul bakaláře v matematice a v roce 1954 Ph.D. v matematice. Během a po jeho postgraduálním studiu působil na částečný úvazek jako pilot Pan American World Airways, létal s letadlem Lockheed Constellation z newyorského letiště Idlewild (nyní mezinárodní letiště Johna F. Kennedyho). Pracoval také jako matematický poradce a po svém postgraduálním studiu pokračoval v pobytu v Clevelandu.
V roce 1959, během jedné ze svých častých cest do New Yorku, měl Bill štěstí, že mu byla jeho výzkumným kolegou představena Patricia Ann Mc Loughlin, registrovaná zdravotní sestra, která pracovala v Jersey City Medical Center v New Jersey. Jejich vztah vytrval a tak byli Bill a Pat oddáni dne 7. února 1964 v New Yorku. Pat pak se připojila k Billovi do Clevelandu v roce 1964.

### Bádání
Od roku 1959 se přidal jako matematik k personálu Centra pro dokumentaci a komunikační výzkum (CDCR) a později se stal členem výzkumného týmu. CDCR byla založena v roce 1955 jako výzkumné oddělení školy knihovní vědy na Western Reserve University (Western Reserve University byla v roce 1967 sjednocena s Institute of Technology a z jejich spojení vzešla Case Western Reserve University). Jako matematik a spolupracovník v CDCR poznal a spolupracoval s takovými průkopníky v oblasti vyhledávání informací, jako byli James W. Perry, Allan Kent, Jesse H. Shera, Tefko Saracevic, Jack Belzer, Allan Rees a Al Goldwyn. Bill se ponořil do matematického modelování pro návrh vyhledávacího systému, efektivní organizaci souborů, strojového vyhledávání heuristiky a algoritmů a aplikací epidemiologických konceptů k šíření vědeckých nápadů. Během těchto let si vytvořil dobré pracovní vztahy také s dalšími významnými kolegy mimo CDCR, jako byl kupříkladu A. D. Booth, Eugene Garfield, Vaun A. Newill, Thomas G. Morris a Ken S. Warren.
CDCR bylo v šedesátých letech velice zajímavým místem, kde působit. Hlavně tomu tak bylo od doby, kdy zde vznikalo mnoho vlivných konceptů pro získávání informací. Zvláště se tak dělo díky nepřehlédnutelnému vlivu Ameriky podporovat získávání informací skrze počítačové technologie během studené války, válečné mobilizace a americko-sovětského soutěžení o vesmírný prostor. CDCR vytvořilo Rapid Selector – raný systém pro získávání informací na strojové bázi. CDCR také bylo průkopníkem ve vytváření nových metod pro abstrahování, indexování a systémy zpětné vazby. CDCR také založilo Comparative Systems Laboratory, vedenou Tefkem Saracevicem, která byla založena pro inovativní testování různých systémů získávání informací skrze různé další systémy a metody. Bylo na místě, že Bill Goffman vytvořil v CDCR prostor pro řešení těch nejtěžších a nejkomplexnějších problémů při získávání informací. Působil jako určitý druh „Nejvyššího soudu“ (Supreme Court) pro zacházení s relativně neřešitelnými případy skrze jeho schopnost přepracovat problémy se získáváním informací čistě a jasně díky užití jeho matematických deklarací, rigorózních důkazů a mobilizaci multidisciplinárních metafor.

### Vzdělávání
Bill také působil jako příkladný učitel a vzor pro studenty. Během těch let vypracoval a nabízel ke studiu takové postgraduální kurzy, jako teorii o získávání informace, matematiku pro informační vědce, obecnou teorii informace, systémové analýzy, bibliometrii a semináře pro doktorandy. Také dohlížel u početných oborových komisí a byl vedoucím disertačních prací. V roce 1968 se stal profesorem na plný úvazek na School of Library Science, kde dále pokračoval ve specializování se v oboru teorie komunikace a získávání informací.
V roce 1971 byl jmenován děkanem na School of Library Science na Case Western Reserve University, kde tento úřad zastával až do roku 1977. I přes řadu těžkých administrativních povinností pokračoval jako aktivní výzkumník, učitel a vedoucí disertačních prací. Jako děkan podporoval multidisciplinární řešení problémů a multidisciplinární výuku. Byl řídícím badatelem pro National Institute of Health and National Science Foundation granty. Obdržel finance z nadace pro ustanovení University Complex Systems Institutu, kde působil jako jeho ředitel mezi lety 1972 až 1975. V roce 1978 se vrátil k vyučování na plný úvazek a také k výzkumu a od roku 1981 až do roku 1988 působil jako ředitel tréninkového programu pro předmět počítačových aplikací ve zdravotní vědě na Case Western Reserve School of Medicine. Působil také jako profesor fakulty biometrie na School of Medicine mezi lety 1980 až 1986.
Bill obdržel během své kariéry řadu ocenění. V roce 1982 byl zvolen za člena Americké asociace pro rozvoj věd. Byl také poctěn působit třikrát jako pozvaný rezidentní vědec v Rockefellerově nadaci Bellagio Study and Conference Center v Bellagio v Itálii během 70. a raných 80. let. Bill je uveden v encyklopedii Kdo je kdo ve světě (4. edice, 1978/1979), Kdo je kdo v Americe (34. edice 1976/1977) a v Kdo je kdo ve vědě a inženýrství (1. edice 1992/1993). Mezi 60. až 70. lety 20. století taktéž působil na postu hostujícího profesora na University of Montreal, Georgia Institute of Technology, na City University of London a na University of Denver.

### Důchod
Od aktivního vyučování odešel v roce 1986 do důchodu a později byl jmenován emeritním profesorem a emeritním děkanem na School of Library and Information Science. I v důchodu pokračoval ve výzkumu, vyučování a konzultování na částečný úvazek a věnoval se svým koníčkům. Následoval otcův řemeslný odkaz a užíval si zvelebování svého nádherného domu poblíž Bratenahl na pobřeží Erijského jezera na předměstí Clevelandu. Bill měl mnoho dalších koníčků. Měl rád klasickou hudbu jako například smyčcové kvartety, zvláště ty hrané Budapešťským smyčcovým kvartetem; měl obrovskou sbírku nahrávek, magnetofonových pásek a gramofonových desek. Byl také vášnivým fanouškem baseballu a kupoval si sezónní permanentky, aby mohl sledovat Cleveland Indians. Jeho silný návyk ke čtení zahrnoval zájem o historii od starověku po moderní dějiny, početné klasiky od různých detektivních románů zejména těch od Dicka Francise, Rexe Stouta, Dashiella Hammetta, Raymonda Chandlera a Agathy Christie. Obzvláště rád měl cestování, s Pat na cestovali výletních lodích, například na Queen Elizabeth. Na jejich výletě do Panamy s Donaldem Boothem a manželkou je na Atlantiku zastihl hurikán, který Bill shledal jako úžasně vzrušující. Tento zážitek v něm podnítil chuť podnikat další plavby na výletních lodích. Bill s Pat si také užívali cestování letadlem, v tomto případě sestávající z letů Concordem mezi New Yorkem a Londýnem. Společně s Pat podnikli několik dalších cest kolem světa ať už před důchodem nebo během něj. 
Zemřel na rakovinu plic doma 29. února roku 2000, měsíc po svých 76. narozeninách. Jeho žena Pat jej přežila, stejně tak i Casper Goffman, věkově jeho nejbližší starší bratr. Casper Goffman byl také mimochodem brilantním matematikem; většinu své kariéry strávil učením a prováděl čistě matematický výzkum na Purdue University. Nicméně Billova častá komunikace s Casperem často mířila k jejich silnému vzájemnému zaujetí v baseballových hráčích a týmech, či k různým dílům klasické hudby nebo umělcům.

## Dílo

### Bradfordské rozprostření a identifikace klíčové literatury
Jelikož jej velmi zaujaly zákonitosti rozšiřování literatury, zvláště pak Bradfordův zákon, tak se velmi rád se studenty a kolegy dělil o jeho širší implikace.
Bradfordův zákon v zásadě říká, že existuje předvídatelný a pravidelný fakt, že i jen malá část časopisů v daném tematickém okruhu zahrnuje třetinu článků v daném okruhu. Je potřeba podstatně větší počet časopisů na to, aby se podařilo získat i druhou třetinu článků, a mnohem větší část periferních časopisů, abychom získali poslední třetinu a tedy všechny dostupné články týkající se tématu. Bardford vyjadřuje tyto poměry jako: 1 : n : n<sup>２</sup>. Goffman a jeho blízký kolega, Kenneth Warren, podali v roce 1969 zprávu o svých pracích na vytřídění obecných zákonitostí týkajících se rozprostření lékařské literatury, tuto snahu financovala National Library of Medicine. Vždy bylo důležité třídit širokou škálu lékařské literatury, za účelem identifikace klíčové a důležité literatury, která se týká témat základního a klinického výzkumu. (Goffman & Warren, 1969) Vybrali dva velice rozdílné zdroje literatury (výzkum o žírné buňce a o schistosomóze), aby hledali konzistentní vztahy, které by umožnily identifikovat klíčové koncentrace literatury v určitých oblastech zdravovědy a medicíny. Přes odlišnosti v obsahu a velikosti těchto dvou odlišných literárních zdrojů zjistili, že poměr časopisů k článkům byl v obou polích téměř identický, za druhé, průměrný počet prací v dané oblasti se nijak zvlášť nelišil v rámci každého pětiletého období během osmi dekád, a za třetí, poměr prací k autorům se zhruba rovnal minimální konstantě Bradfordova zákona o rozprostření.
Goffman a Warren takto adaptovali Bradfordův zákon, aby identifikovali klíčové medicínské literární zdroje, jde o potenciálně nedocenitelnou pomůcku pro formulování politiky pro získávání časopisů pro vědce a knihovny. Takové klíčové zdroje literatury by mohly být identifikovány skrze analýzu citací či data týkající se používání časopisů, k tomu, aby bylo vymezeno minimální jádro, a následně větší skupiny časopisů byly identifikovány tak, aby byly zařazeny do sekundárních a terciárních seskupení časopisů okolo jádra. Každé uskupení je možné uzpůsobit, aby naplňovalo potřeby, nebylo finančně náročné a dalo se přizpůsobit jiným okolnostem.
Jedna z Goffmanových klíčových aplikací Bradfordova zákona je rozvedena v důležitém článku, který napsalo více autorů. Článek ukazuje jak si lékařské knihovny a další výzkumné organizace v rozvíjejících se zemích mohou dovolit získat klíčovou medicínskou literaturu, navzdory rychle rostoucímu množství publikovaných časopisů a jejich rostoucí ceně (Bruer, Goffman, & Warren, 1981) Například, na konci sedmdesátých let, knihovny latinskoamerických medicínských škol vlastnily od méně než tří set až do zhruba dvanácti set časopisů, ale drtivá většina (asi 90 %) vlastnila méně než 300. Oproti tomu velké medicínské knihovny ve Spojených státech mají každá mezi dvěma a třemi tisíci časopisy. Goffman a jeho kolegové použili Bardfordův zákon a bibliometrickou analýzu k identifikaci seznamů klíčové sestavy, sestávajících z 35 obecných klíčových časopisů a 92 specializovaných časopisů, které by mohly být roztříděny do jednatřiceti specializovaných medicínských oborů. Tyto minimální a specializované klíčové sbírky knih mohou být přizpůsobeny místním potřebám a jiným okolnostem za účelem šetření peněz a zlepšení dostupnosti kvalitních časopisů. Goffman a jeho kolegové si povšimli, že geometrický vzrůst v množství literatury způsobuje pouze malý aritmetický vzrůst v použití, a tudíž není ani praktické, ani cenově výhodné získat větší než malý počet časopisů, jelikož by jinak byla kapacita užitečnosti snadno překročena.
Ale větší sbírky by mohly být vytvořeny přírůstkem v důsledku snížení citační frekvence časopisů k získání za účelem vytvoření specializovaných sbírek a k podílení se na regionálním sdílení prostředků. Takto by mohly být ekonomicky optimalizovány vztahy poskytování a poptávky časopisů za účelem splnění studijních, klinických a výzkumných potřeb, zvláště v rozvojových zemích a oblastech.
Goffman rozšířil tyto koncepty navržením dalšího přístupu k výběru literatury (Goffman & Warren, 1980). Kritizoval tehdy typické přístupy knihoven, které se snažily získat a zachránit vše vytištěné, místo toho, aby zvýšili dostupnost klíčových děl, a tím způsobily pokrok osobního či vědeckého vědění.Taktéž protestoval proti anekdotickým přístupům k časopisům a dalším získaným dokumentům, založeným na tradici, konsenzu a zběžným odhadům relevance. Nadto kritizoval přístupy k získávání informací, které oprošťovaly získané informace od jejich širších komunikačních kontextů a jejich nekritické užití Booleovy logiky. Z_Novy navrhl, abychom se místo toho pokusili vytvořit vysoce relevantní bardfordovské klíčové sady literatury uzpůsobené pro lokální uživatele a podmínky. Regionální sdílení zdrojů by mohlo být použito k doplnění těchto klíčových sad.
Nakonec se zastal přístupu překračujícímu neohebnost booleovského způsobu získávání informací skrze vytvoření systému relevance vytvořené provázáním citací mezi souvisejícími pracemi, zvláště pro strategické pokroky ve vědění. Zatímco Internet a web zřejmě změnily způsoby přístupu k vědění, Goffmanova navržená adaptace bradfordovských principů, systémů citace a překročení Booleovy logiky získávání informací zůstává platná i dnes.
V září 1993 si Goffman ve Spojených státech zažádal o patent, který by pokryl jeho aplikaci Bradfordova zákona a jeho bibliometrickou metodologii pro výběr klíčových sestav časopisů a jiných objektů v různých okolnostech. Patent (US Patent Office number 5 594 897) mu byl udělen 14. ledna 1997. Tudíž by se k popisu mnohých Goffmanových talentů dal přidat ještě jeden: vynálezce.

### Epidemické šíření vědomostí
Goffman je pravděpodobně nejznámější pro svou matematickou práci v oblasti epidemiologie nakažlivých nemocí a její aplikaci na růst a šíření znalostí. On a jeho kolegové studovali podobnosti mezi genezí, šířením a úpadkem rozličných nemocí ve vztahu k obyvatelstvu v rámci času. Pak naznačili souvislosti se způsoby, jakými se lidé a skupiny lidí stávají „infikovanými“ nápady a znalostmi a úspěšně modelovali tyto procesy ve vztahu s empirickými daty.
Na začátku šedesátých let, Goffman a Newill začali srovnávat epidemie nemocí a vědění. Aby se nemoc vyskytla a rozšiřovala, musí existovat infekční materiál a napadnutelná populace. Z opačného úhlu pohledu, populace je tvořena přenašeči (těm, kteří nesou infekční materiál), sensibily (napadnutelná populace) a odpadem (ti, kteří jsou přenašeči či napadnutelní, ale opustí komunitu díky imunitě, hospitalizaci či smrti). Vystavení jednotlivci jsou buď vůči nemoci imunní nebo mohou být infikování skrze kontakt s hostitelem nemoci. Čas potřebný pro to, aby se v přenašeči vyvinula nemoc od kontaktu s infekčním materiálem je známý jako latence nebo inkubační doba. Říká se, že se jedná o epidemii, když vypuknutí nemoci zahrnuje abnormálně vysoké množství nakažených. Goffman a Newill rozšířili zmíněné koncepty jejich aplikací na vědomostní epidemie, jako například šíření různých náboženských myšlenek a vědeckých konceptů jako byly Newtonovy, Darwinovy či Freudovy. Ale poznamenali, že zatímco většina epidemií myšlenek by mohla být vnímána jako vhodná, epidemie nemocí obecně nejsou vhodné. Sensibilní členové vědecké či laické populace by mohli například být infikování konceptem, který byl vydán v knize či časopise (hostitelem), kdežto ostatní členové, imunní, by tento koncept zavrhli. Anebo imunní jednotlivci by tuto myšlenku mohli přenést bez toho, že by jí byli infikování. Jakmile abnormální počet členů populace je infikován konceptem, nastává vědomostní epidemie. Ale mohla by taková to epidemie vědomostí být úspěšně modelována, aby vysvětlila či předpověděla opravdové šíření vědeckých či jiných konceptů v závislosti na historických datech? Goffman a Newill se vypořádali s touto otázkou vytvořením obecného deterministického modelu založeného na diferenčních rovnicích, aby ukázali, jak jsou přenašeči součástí rozšiřování matematických či medicínských konceptů, zvláště ve velkých populacích. Krátce prozkoumali kontrastní stochastický přístup v modelování, založený na Markovových procesech v konečném stavu, zvláště použitelném pro menší populace k odvození pravděpodobnosti nových úrovní počtu nakažených.
Matematické přístupy k epidemii by tudíž mohly být využity k popisu dynamiky vědomostních epidemií, a to i přes svá nutná omezení (Goffman & Newill, 1964).
Goffman rozváděl tyto epidemické modely specifikací epidemických procesů v otevřených populacích. Pokud jsou epidemické procesy pojaty stochasticky, mohou být reprezentovány Markovovými modely pomocí buď diskrétních nebo průběžných parametrů. Diskrétní parametry jsou aplikovatelné, když inkubační doba je konstantní, v takovém případě se přenašeči objevují v několika generacích. Průběžné parametry jsou aplikovatelné, když inkubační období jsou různorodá. Po deterministických a stochastických pojednáních o epidemických procesech, poznamenal, pracoval s uzavřenými populacemi, ve kterých populace N zůstává konstantní po celou dobu epidemie. Ale v opravdové epidemii se celkový počet populace N mění, jelikož se počty sensibilů, přenašečů a odpadu mění během procesu. Nové zdroje přenašečů se neustále přidávají.
Ve zhruba stejnou dobu vytvořil model, který by vysvětlil podmínky souběžného výskytu nemocí. Dvě souběžně se vyskytující v populaci mohou být buď na sobě nezávislé nebo se mohou vzájemně podporovat či potlačovat. Goffman toto podložil mnoha důkazy, aby mohl vysvětlit pravděpodobnost, že jednotlivci budou nakaženi dvěma nemocemi zároveň či postupně (Goffman, 1966c).
Systém získávání informací je tudíž možno vnímat jako něco začleněného do společnosti ke stimulace epidemie. Účel tohoto systému by byl poskytnout efektivní (relevantní) kontakt mezi přenašeči (autory dokumentů) a sensibily (hledajícími), takže myšlenky jsou přenášeny a vědomosti získávány. Navrhli mnoho definicí a teorémů, které se vypořádávaly s několika tématy: stabilita populace, vztahy informační relevance a transformace, mapování relevance one-to-many, či „sepnutí“ mezi sensibilem a přenašečem, a řazení dokumentů a vystavení. Pro to, aby daná sada dokumentů byla relevantní, musí mít kompatibilní relevanci s dalšími dokumenty v dané sadě, naopak, částečně relevantní dokument v sadě může snížit relevanci ostatních v sadě. Stojí za zmínku, že Goffman a Newill vysvětlili tyto koncepty také v teorii systémů, poznamenali, že systémy sestávají z sady částic, které optimálně interagují, aby prováděly určité funkce (procedury), aby naplnily určité účely (požadavky). Výstup systému pro získávání informaci sestává z dokumentů (činitelů), kteří přenáší relevantní (infekční) informace jako odpověď na vyhledávání vydaného uživateli (sensibily). Teorie systémů takto rozšířila své eklektické použití na komunikační teorie, matematiku, epidemiologii a získávání informací.
Nové koncepty se potom vsákly do populace a tím vytvořily nové produkční cykly nových syntéz. Tudíž Goffman tvrdí, že teorii epidemie je možné aplikovat k vytvoření kvantitativně relativní důležitosti bádání v minulosti a k predikci chování současného bádání a pravděpodobné další proudy výzkumu. Poskytnul grafy ve tvaru zubů od pily, které potvrzovaly cyklický vývoj symbolické logiky od roku 1847 dál. Počáteční publikace byla sporadická a omezená s vrcholy v letech 1867, 1877 a 1892. Symbolická logika pak vstoupila do několika po sobě následujících epidemických stavů, s vrcholy v pětadvacetiletých intervalech (1907, 1932 a 1957). Goffman si povšiml, že původní práce týkající se základů matematiky stimulovaly objevy paradoxů dané teorie a následně stimulovaly vývoj v prepozičním kalkulu, meta-matematice, intuicismu a dalších odvětvích. Použití teorie epidemie ukázalo, že jakmile proběhla poměrně úspěšná kulminace práce v jednom odvětví, objevily se nové otázky a vzniklo tím nové bádání, čímž se vytvořila nové období aktivit různých velikostí a intenzit. Pak aplikoval stochastický model (Markovův řetězec), aby dále vysvětlil evoluci symbolické logiky. Zjevně sedm odvětví symbolické logiky, které se objevily v letech od 1847 do 1932, se vyvinulo jakožto docela předvídatelná sekvence navzájem se překrývajících epidemií. Ale nenašel žádný předvídatelný vzorec v migraci badatelů od jednoho odvětví k druhému – jakmile vědci jedno opustili, nebylo pravděpodobné, že by se k němu vrátili (Goffman, 1971).

## Význam pro informační vědu a knihovnictví
Odkaz Billa Goffmana je zřejmě různorodý a dalekosáhlý, zejména v oblastech znalosti epidemiologie, poznávání vzorů ve statistickém rozložení literatury a v přímé reprezentaci znalostí, uchovávání a získávání informací. Goffman také vytvářel nebo pomáhal tvořit originální články v oboru epidemiologie chorob a pomáhal revitalizovat teorii preformacionismu v evoluční biologii.
Historigrafie z roku 2002, kterou sestavil Eugene Garfield z jeho HistCite Guide odhaluje, že Goffman byl citován více než 550x svými kolegy v celém světě, zejména těmi z USA, Velké Británie, Kanady a Německa. Vědci z Francie, Belgie, Maďarska, Indie, Nigérie, Japonska, Izraele a dalších zemí taktéž citují jeho práce. Kolegové Ken Warren, Vaun Newill a Tom Morris jej citovali často, stejně tak Goffmanovi bývalí studenti Tefko Saracevic, Miranda Pao, Glynn Harmona jiní. I takoví průkopníci informační vědy jako Eugene Garfield, B. C. Brooks, Robert A. Fairthrone a Brian C. Vickery taktéž uznávali jeho práce.
Téměř až polovina citací Goffmanových prací jinými vědci souvisí s jeho formulacemi vědomostí o epidemiologii nebo přímo s jeho originálními příspěvky k epidemiologii nemocí. Čtvrtina citací souvisí s jeho statistickými děleními literárních zdrojů a jejich používání; a téměř další čtvrtina souvisí s jeho pracemi v oboru uchovávání a získávání informací. Ale v průběhu let se některé z Goffmanových nápadů jeví jak nepřímo absorbovány nebo „main-streamovány“ do takových oblastí jako oblasti technologií vyhledávačů (zejména v algoritmech page-rankingu a relevance ratingu), vzorců citační analýzy, epidemiologie chorob, epistemiologie vědeckého bádání, aplikované matematiky a dokonce evoluční biologie.

## Úspěchy
V roce 1982 byl zvolen za člena Americké asociace pro rozvoj věd.